# Dactylolabis (Dactylolabis) rhodia
Dactylolabis (Dactylolabis) rhodia is een tweevleugelige uit de familie steltmuggen (Limoniidae). De soort komt voor in het Palearctisch gebied.